# Sophronica atripennis
Sophronica atripennis är en skalbaggsart som först beskrevs av Maurice Pic 1926.  Sophronica atripennis ingår i släktet Sophronica och familjen långhorningar. Inga underarter finns listade i Catalogue of Life.